# 沢本頼雄
沢本 頼雄（さわもと よりお、1886年（明治19年）11月15日 - 1965年（昭和40年）6月29日）は、日本の海軍軍人。最終階級は海軍大将。
山口県出身。海軍兵学校36期、海軍大学校17期。兵学校の同期生に南雲忠一大将、清水光美中将、塚原二四三大将、有栖川宮栽仁王少尉などがいる。

## 経歴
海兵を次席、恩賜で卒業。首席は同郷の佐藤市郎。海軍砲術学校高等科を修了した砲術専攻士官である。少佐時代には2年間英国に駐在した。軽巡「天龍」艦長、軍務局一課長、重巡「高雄」艦長、戦艦「日向」艦長、艦政本部総務部長、練習艦隊司令官、第二遣支艦隊司令長官などを歴任し、1941年（昭和16年）4月4日、及川古志郎海軍大臣の海軍次官に就任する。
日米開戦に対しては反対であり、第3次近衛内閣が総辞職し東條内閣が成立する際に、及川古志郎は後任の海相として豊田副武を推薦した。しかし豊田の陸軍嫌いは陸軍側に周知のことであり、陸軍は当然としてこれを拒否、沢本はこれを好機として内閣の流産を期待したが、結局嶋田繁太郎が海相に就任した。
日米開戦の決定についても、次官として開戦は承服しかねる、自信がないので次官を辞めさせてほしいと嶋田に頼むが、嶋田が沢本の大将昇進と連合艦隊司令長官への補職をちらつかせたために翻意する。これに関しては沢本も後年非常に悔いていた。
結局海軍次官に留まり、1944年（昭和19年）3月1日に大将昇進で軍事参議官兼海軍次官事務取扱になり、同年7月17日に呉鎮守府司令長官、1945年（昭和20年）5月1日に軍事参議官となり、そのまま終戦を迎えた。
戦後、極東軍事裁判では開戦時の陸海軍省の大臣、次官、軍務局長の中で、沢本は海軍次官だったが、唯一人、戦犯として逮捕を免れ、裁かれることはなかった。1947年（昭和22年）に公職追放の仮指定を受けた。その後は1955年（昭和30年）9月24日に防衛庁顧問に就任したほか、水交会会長を務めた。
山本五十六連合艦隊司令長官は、開戦前1941年（昭和16年）8月から戦死の前月1943年（昭和18年）3月までの間、沢本宛てに八通の手紙を出していた。この手紙を戦後沢本家が保管していたが、2000年（平成12年）5月に遺族が防衛庁（現防衛省）防衛研修所に一括寄贈した。墓所は多磨霊園(10-1-10)

## 栄典・授章・授賞
位階
- 1910年（明治43年）3月22日 - 正八位[4]
- 1915年（大正4年）2月10日 - 正七位[5]
- 1938年（昭和13年）12月1日 - 従四位
- 1940年（昭和15年）12月16日 - 正四位
- 1945年（昭和20年）9月21日 - 正三位

勲章
- 1944年（昭和19年）8月15日 - 旭日大綬章[6]

外国勲章佩用允許
- 1943年（昭和18年）8月6日 - ドイツ国：ドイツ鷲勲章大十字章[7]
- 1944年（昭和19年）6月23日 - 満州国国勢調査紀念章[8]